# Losing Grip
Losing Grip ist ein Lied der kanadischen Sängerin Avril Lavigne, das als vierte und letzte Single aus ihrem Debütalbum Let Go im Frühjahr 2003 veröffentlicht wurde, nach dem Erfolg mit dem Lied I’m with You.

## Text
Das Stück handelt von Lavignes Ex-Freund, der ihr nicht die notwendige emotionale Stütze war, die sie gebraucht hätte.

## Formate
CD-Maxi-Single (Australien)
1. Losing Grip (Album Version) (Avril Lavigne, Clif Magness) – 3:53
2. I’m with You (Live) (Avril Lavigne, The Matrix) – 3:57
3. Unwanted (Live) (Avril Lavigne, Clif Magness) – 4:01
4. Losing Grip (Video) – 3:53

## Rezeption

### Preise
Das Lied wurde für einen Grammy in der Kategorie Best Female Rock Vocal Performance nominiert.

### Charts und Chartplatzierungen
| ChartsChartplatzierungen       | Höchstplatzierung | Wochen |
| ------------------------------ | ----------------- | ------ |
| Deutschland (GfK)              | 43 (7 Wo.)        | 7      |
| Österreich (Ö3)                | 40 (8 Wo.)        | 8      |
| Schweiz (IFPI)                 | 49 (6 Wo.)        | 6      |
| Vereinigtes Königreich (OCC)   | 22 (7 Wo.)        | 7      |
| Vereinigte Staaten (Billboard) | 64 (6 Wo.)        | 6      |

### Auszeichnungen für Musikverkäufe
| Land/Region               | Auszeichnungen für Musikverkäufe (Land/Region, Auszeichnung, Verkäufe) | Verkäufe |
| ------------------------- | ---------------------------------------------------------------------- | -------- |
| Vereinigte Staaten (RIAA) | Gold                                                                   | 500.000  |
| Insgesamt                 | 1× Gold ·                                                              | 500.000  |

Hauptartikel: Avril Lavigne/Auszeichnungen für Musikverkäufe